# Henryk Bekker
Henryk Bekker (ur. 6 czerwca 1886 w Białymstoku, zm. 31 marca 1942 w Bełżcu) – polski Żyd, inżynier, działacz polityczny i społeczny, w latach 1936–1939 przewodniczący rady gminy żydowskiej w Lublinie. Po rozpoczęciu niemieckiej okupacji wybrano go na przewodniczącego Judenratu w getcie lubelskim. W marcu 1942 roku został pozbawiony stanowiska i wraz z rodziną zamordowany w obozie zagłady w Bełżcu.

## Życiorys
Był synem Abrama Isaaka, przedsiębiorcy i Heleny (Chaji) z d. Wajnberg. Jego rodzice mieszkali w Warszawie przy ulicy Karmelickiej 28. Ukończył szkołę średnią w rodzimym Białymstoku  lub Gimnazjum Humanistyczne w Chełmie (1905).
W 1906 roku podjął studia na politechnice w Monachium, w 1911 roku uwieńczone uzyskaniem tytułu inżyniera budownictwa. Zawarł związek małżeński z Heleną Zynger z Lublina. Wraz z żoną przebywał we wschodniej Ukrainie, gdzie w sierpniu 1918 roku w Perewalśku urodziła się ich córka, Irena. Niedługo po zakończeniu I wojny światowej zamieszkał wraz z rodziną w Lublinie, przy ulicy Bernardyńskiej 23/3. Od 1922 roku pracował jako tzw. inżynier wolnopraktykujący, zaprojektował ponad 20 obiektów, w większości dla inwestorów żydowskich. Zaprojektował m.in. budynki Spółdzielczego Stowarzyszenia Mieszkaniowego „Spółdom”, kamienice czynszowe, Dom Kultury im. I.L. Pereca (ul. Szkolna 18) oraz mykwy w Głusku i Bychawie. Założył własną firmę budowlaną, którą prowadził do 1939 roku.
Od połowy lat 20. pozostawał aktywnie zaangażowany w życie żydowskiej społeczności Lublina. Był członkiem Towarzystwa Popierania Produkcji Ludności Żydowskiej w Polsce oraz Towarzystwa Ochrony Zdrowia. Był także liderem lokalnych struktur Żydowskiej Partii Ludowej i z jej ramienia został w 1927 roku wybrany do lubelskiej rady miejskiej. W 1928 roku był delegatem rady miejskiej na Zjazd Gospodarczy Związku Miast Polskich w Warszawie. W 1929 roku uzyskał reelekcję i sprawował mandat aż do czasu, gdy władze sanacyjne wprowadziły w mieście zarząd komisaryczny. W grudniu 1936 roku został wybrany na przewodniczącego rady gminy żydowskiej w Lublinie. Kilkukrotnie wybierany był w skład zarządu Spółdzielczego Stowarzyszenia Mieszkaniowego „Spółdom”, w 1939 roku wszedł w skład komitetu wspierającego żydowskich uchodźców z Niemiec. W gazecie „Lubliner Togblat” z 1 września 1939 roku opublikował ogłoszenie, według którego oferował swoją pomoc przy konstrukcji schronów i pomieszczeń zabezpieczających przed gazami bojowymi.
W styczniu 1940 roku, kilka miesięcy po rozpoczęciu niemieckiej okupacji, został wybrany na przewodniczącego lubelskiego Judenratu. Jak podaje Tadeusz Radzik, do swych obowiązków podchodził w sposób „bardzo ideowy”, nie plamiąc się kolaboracją, ani nie wykorzystując stanowiska dla osobistych korzyści. 
Z ramienia Rady Żydowskiej w maju 1940 roku wszedł w skład rady szpitalnej, nadzorującej pracę Szpitala Żydowskiego. Z kolei 1 czerwca 1940 roku jako prezes Judenratu został przewodniczącym Wydziału Zamiejscowych Obozów Pracy, którego zadaniem była opieka nad osobami przebywającymi w obozach pracy w Bełżcu i Tyszowcach oraz organizowanie dobrowolnego zaciągu robotników do robót rolnych. Na tym stanowisku starał się w miarę możliwości nieść pomoc Żydom przetrzymywanym w obozach w dystrykcie lubelskim. 
Prawdopodobnie aż do końca marca 1942 roku mieszkał poza obszarem getta, w domu przy ul. Bernardyńskiej 24 . Według Jerzego Żywickiego zstał eksmitowany z mieszkania przy ulicy Bernardyńskiej i mieszkał przy ul. Rybnej 8.
W nocy z 16 na 17 marca 1942 roku Niemcy przystąpili do likwidacji getta lubelskiego. Pierwsza faza „akcji” trwała do 28 lub 29 marca. Do tego czasu do obozu zagłady w Bełżcu wywieziono około 18 tys. lubelskich Żydów, a co najmniej tysiąc zastrzelono. 31 marca deportacje zostały wznowione. Tego dnia kierujący „akcją” SS-Hauptsturmführer Hermann Worthoff zwołał nadzwyczajne posiedzenie Judenratu. Jego członkom oznajmił, że w związku ze zmniejszeniem liczby mieszkańców także skład Judenratu musi zostać zmniejszony, z 24 do 12 osób. W gronie „zredukowanych” znalazł się Bekker. Niemcy obiecali mu, że obejmie kierownicze stanowisko w nowym miejscu osiedlenia. W rzeczywistości został wraz z rodziną wywieziony do Bełżca i tam zgładzony.